# Mònica Terribas i Sala

Mònica Terribas i Sala (Barcelona, 16 de janeiro de 1968) é uma jornalista catalã, professora titular da Universidade Pompeu Fabra. De 2008 a 2012, foi diretora da Televisió de Catalunya e, no ano seguinte, conselheira delegada e editora do jornal Ara. Entre setembro de 2013 e julho de 2020, foi apresentadora e diretora do programa El matí de Catalunya Ràdio. Desde 2022, é vice-presidenta da instituição Òmnium Cultural.

## Biografia
Formada em Jornalismo pela Universidade Autônoma de Barcelona em 1991, Terribas concluiu seu doutorado em Filosofia na Universidade de Stirling, na Escócia, em 1994. Em sua tese, propôs um estudo comparativo entre programas de debates das televisões públicas catalã e escocesa. Ao longo de seus estudos de doutorado, Terribas foi bolsista do British Council e da fundação La Caixa.
Após uma temporada como redatora em diferentes programas informativos do extinto canal de rádio Cadena 13, Terribas começou a trabalhar com televisão em 1988, na equipe de Joaquim Maria Puyal. Desde então, participou de diversas atrações da Televisió de Catalunya, ora como coordenadora, ora como roteirista e diretora. Atuou em programas como: La vida en un xip (1989–1991), Tres pics i repicó, Un tomb per la vida (1993–1994), Persones humanes (1994–1996), Som i serem (1995–1996), Avisa'ns quan arribi el 2000 i Temps era temps. Também dirigiu e apresentou o programa de debates Les dues cares (2002). 
Entre 2002 e 2008, apresentou e, posteriormente, dirigiu o programa de análise informativa da Televisió de Catalunya La nit al dia. Em maio de 2008, foi nomeada diretora da Televisió de Catalunya, substituindo Francesc Escribano. Ocupou o cargo até abril de 2012. Sob direção de Terribas, a TV3 retomou a liderança de audiência no país, voltando a superar a emissora concorrente, Telecinco, que à época vinha sendo líder por sete anos. Em agosto de 2012, Terribas passou a integrar o jornal Ara como editora e conselheira delegada. Permaneceu nesse cargo até julho de 2013. 

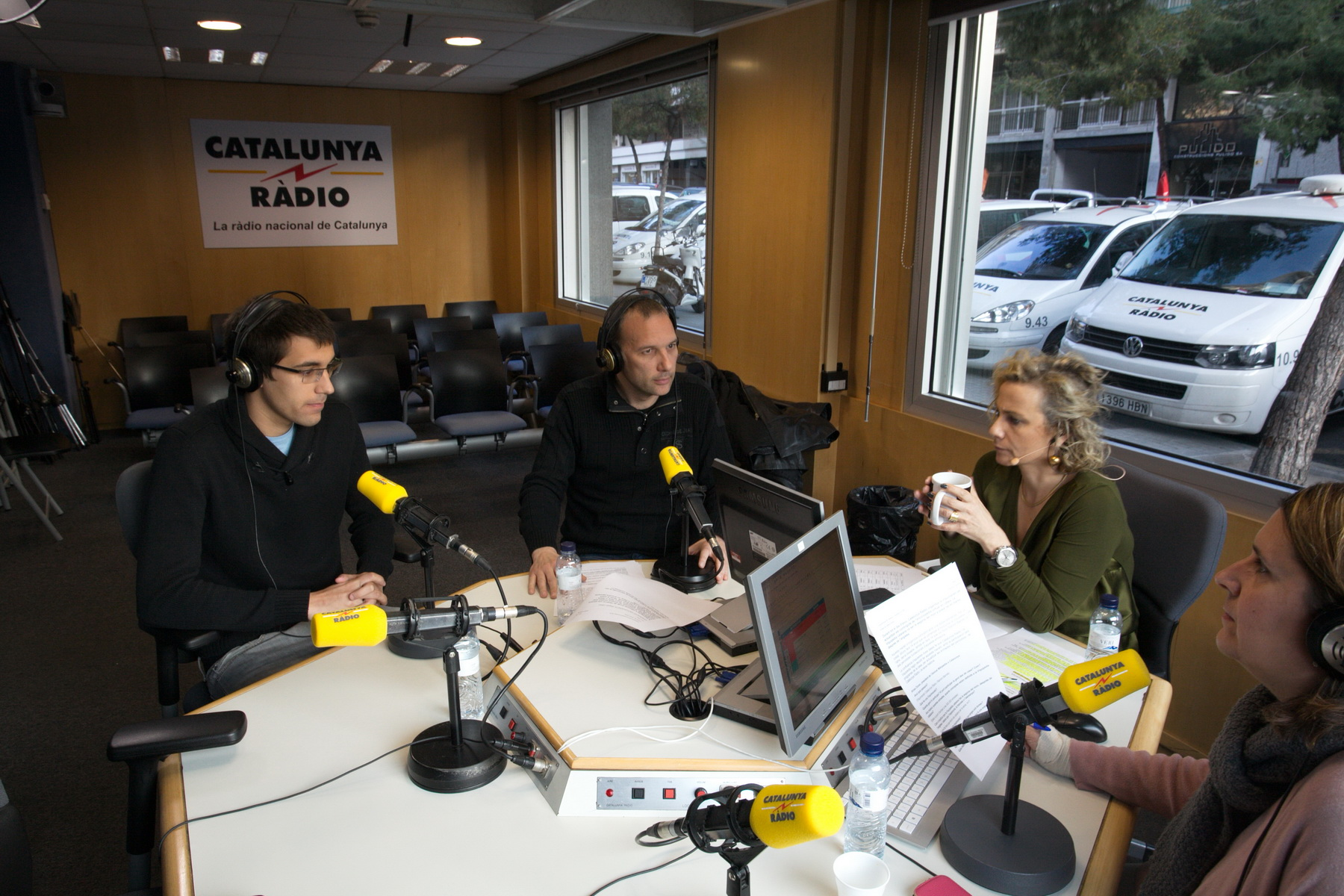
Mònica Terribas (à direita), no programa El matí de Catalunya Ràdio em 2015

Em 2 de setembro de 2013, Terribas deu início a uma nova etapa como diretora e apresentadora do programa El matí de Catalunya Ràdio, substituindo Manel Fuentes. Em 2014, apresentou em conjunto com Quim Masferrer o teleton da TV3 contra doenças cardíacas.
Terribas é professora titular do departamento de Jornalismo e Comunicação Audiovisual da Universidade Pompeu Fabra, onde leciona na área de Teoria da Comunicação. Entre 2000 e 2004, foi vice-decana do curso de Jornalismo da universidade. É membro da Junta de Estudos Jornalísticos da Universidade Pompeu Fabra. Também integrou a Junta do Colégio de Jornalistas da Catalunha.

## Prêmios e reconhecimentos
Recebeu o prêmio Serrat i Bonastre de televisão do Colégio de Engenheiros Industriais da Catalunha (2002), o Prêmio Nacional de Jornalismo (2003), a distinção do prêmio Ciutat de Tarragona de Comunicação (2003), o prêmio da Associação Espanhola de Profissionais de Rádio e Televisão (2003), os prêmios Zapping de melhor programa informativo e melhor apresentação de programa informativo (2004), o prêmio de Comunicação da Universitat Ramon Llull (2004), o Prêmio 1924 de Comunicação Audiovisual, concedido pela Ràdio Associació de Catalunya (2004), o prêmio Òmnium Cultural de melhor programa de televisão (2005), o prêmio Ciutat de Barcelona de televisão (2006), o prêmio Quim Regàs de Jornalismo (2009) e o prêmio Memorial Francesc Macià (2012).